# 50 erste Dates
50 erste Dates (Originaltitel: 50 First Dates) ist eine US-amerikanische romantische Filmkomödie aus dem Jahr 2004. Die Regie führte Peter Segal, das Drehbuch schrieb George Wing. Die Hauptrollen spielten Adam Sandler und Drew Barrymore.

## Handlung
Der Tierarzt Henry Roth lebt im US-Bundesstaat Hawaii, wo er regelmäßig mit Touristinnen anbändelt und länger andauernde Beziehungen mit allen möglichen Tricks vermeidet. Dies geht solange gut, bis er sich in die Einheimische Lucy Whitmore verliebt. Allerdings leidet Lucy aufgrund eines Unfalls unter Amnesie und vergisst in jeder Nacht den vorhergegangenen Tag. Ihr Vater und ihr Bruder sorgen für sie und täuschen ihr jeden Tag einen Tag vor, der auf den letzten Tag folgt, an den sie sich erinnern kann.
Henry wirbt jeden Tag neu um Lucy. Eines Tages bekommt sie einen Strafzettel, weil die Zulassung ihres Autos vor Monaten abgelaufen ist. Sie ist zuerst überzeugt, es handle sich um einen Irrtum, dann erfährt sie die Wahrheit. Nachdem sie sich beruhigt hat, verbringt sie mit Henry einen angenehmen Tag.
Henry bereitet für Lucy eine Videokassette vor, die die Hintergründe ihres Unfalls erklärt. Lucy führt ein Tagebuch, welches sie jeden Tag liest. Henry macht ihr einen Heiratsantrag, den sie annimmt – am nächsten Tag kann sie sich an nichts erinnern.
Lucy kommt zur Überzeugung, dass Henry – der von einer Forschungsreise träumt – ein unerfülltes Leben führt. Sie macht Schluss mit ihm und schreibt ihr Tagebuch um. Nach einiger Zeit stellen Henry und Lucy fest, dass er zum Mann ihrer Träume geworden ist, den sie auf ihren Bildern immer wieder malt. Sie heiraten. Am Ende wacht Lucy auf einem Forschungsschiff auf und schaut sich die Videokassette an, die an den Unfall, ihre gemeinsamen Stunden mit Henry und die Hochzeit der beiden erinnert. Henry stellt ihr – erneut – ihre Tochter vor.

## Kritiken
Die Handlung wurde in einer der Kritiken als „zu simpel konstruiert“ kritisiert, eine andere bezeichnete sie jedoch als „einfallsreich“. Stark kritisiert wurden einige Nebenfiguren der Handlung wie Ula, ein Freund Roths. Gelobt wurden hingegen Sean Astin und Blake Clark, die den Bruder und den Vater Lucys spielten. Ebenfalls Anerkennung fanden die Hauptdarsteller.
James Berardinelli bezeichnete das Drehbuch auf ReelViews als „nicht wasserdicht“ („far from watertight“), an einer anderen Stelle als „idiotisch“. Der Film sei eher eine romantische Komödie als eine typische Komödie mit Adam Sandler.
Das Lexikon des internationalen Films schrieb: „Überdrehte Komödie, die die tragischen Implikationen der Handlung zu keinem Zeitpunkt auslotet. Jeder Ansatz von Romantik erstickt zudem in uninspirierten Anleihen bei wuchtigen Action-Abenteuern und vielen platten Kalauern.“

## Ausstrahlung in Deutschland
In Deutschland lief die Free-TV-Premiere am 20. November 2006 auf Sat.1. Diese verfolgten insgesamt 3,0 Millionen Zuschauer bei einem Marktanteil von 9,1 Prozent. In der werberelevanten Zielgruppe lag der Marktanteil bei 17,1 Prozent durch 2,31 Millionen.

## Auszeichnungen
Adam Sandler und Drew Barrymore gewannen als Bestes Team den MTV Movie Award; sie wurden für den gleichen Preis als Beste Darsteller nominiert. Eine weitere Nominierung erhielt der Film als Bester Film.
Adam Sandler (als Bester Komödiendarsteller) und der Film gewannen den Teen Choice Award, Drew Barrymore und Adam Sandler wurden für den gleichen Preis in einigen weiteren Kategorien nominiert. Adam Sandler und Drew Barrymore gewannen den People’s Choice Award. Außerdem gewann Adam Sandler den Kids’ Choice Award, für den Drew Barrymore nominiert war. Teddy Castellucci gewann für die Filmmusik den BMI Film Music Award.

## Hintergründe
- Die im Film gezeigten Krankheitssymptome und die Bezeichnung Goldfield-Syndrom existieren in Wirklichkeit nicht. Die gezeigten Symptome ähneln einer anterograden Amnesie, wie z. B. dem Korsakow-Syndrom.
- In der deutschen Synchronisation sprachen die Kommentatoren Wolff Fuss und Hansi Küpper das American-Football-Spiel, das Henry sah, als Sprecher.
- Die Zahnärztin in der Anfangssequenz wird von Adam Sandlers Frau Jackie gespielt.
- Der von Ula vorgeführte Golfabschlag mit Anlauf war das Markenzeichen der Titelfigur des Films Happy Gilmore, die von Adam Sandler gespielt wurde.
- Im englischen Original singt Henry Lucy die Zeile Lucy cracked her head like Gary Busey vor. Dies ist eine Anspielung auf den tatsächlichen Motorrad-Unfall des Schauspielers Gary Busey aus dem Jahr 1988.[7] In der deutschen Synchronisation ist diese Anspielung entfallen.
- Die Produktionskosten betrugen schätzungsweise rund 75 Millionen US-Dollar. Der Film spielte in den Kinos weltweit ca. 196,5 Millionen US-Dollar ein, darunter ca. 120,9 Millionen US-Dollar in den Kinos der USA.[8]
- Die auf dem OST enthaltene Version des Songs Over the Rainbow des hawaiianischen Sängers Israel Kamakawiwoʻole war 2004 zum Erscheinungszeitpunkt des Soundtracks relativ unbekannt. Dieser Titel erreichte in Deutschland Platz 1 sowie Platinstatus Ende des Monats September 2010.[9]

## Musical
Der Filmstoff soll in 2025 als Musical auf die Bühne kommen. Musik und Buch zu 50 First Dates stammen von David Rossmer und Steve Rosen. Die Uraufführung soll am 14. September 2025 im Theater The Other Palace in London stattfinden.